# Chorebus nerissa
Chorebus nerissa är en stekelart som först beskrevs av Nixon 1937.  Chorebus nerissa ingår i släktet Chorebus, och familjen bracksteklar. Arten är reproducerande i Sverige.